# Nigel Barley
Nigel Barley (ur. 1947 w Kingston upon Thames w Anglii) – angielski pisarz i antropolog, studiował języki współczesne i etnologię na uniwersytecie Cambridge i Oxford; przez 2 lata pracował w terenie w Kamerunie; od 1981 do 2003 pracował jako kustosz w British Museum w Londynie.

## Twórczość
- The Innocent Anthropologist: Notes From a Mud Hut, 1983. (ISBN 0-8050-1967-7) (wyd. pol. Niewinny antropolog. Notatki z glinianej chatki. 1997)
- A Plague of Caterpillars: A Return to the African Bush, Viking, 1986. (ISBN 0-670-80704-4) (wyd. pol. Plaga gąsienic 1998)
- Ceremony: An Anthropologist's Misadventures in the African Bush, Henry Holt, 1987. (ISBN 0-8050-0142-5)
- Not a Hazardous Sport, Henry Holt, 1989. (ISBN 0-8050-0960-4) (wyd. pol. Bezpieczny sport 2000)
- The Coast, 1991 (powieść humorystyczna) (ISBN 0-14-012213-3)
- The Duke of Puddle Dock: Travels in the Footsteps of Stamford Raffles, Henry Holt, 1992. (ISBN 0-8050-1968-5)
- Grave Matters: A Lively History of Death around the World, Henry Holt, 1997. (ISBN 0-8050-4824-3)